# Сигулда
Сигулда (лет. Sigulda, рус. Сигулда) је један од значајних градова у Летонији. Сигулда је седиште истоимене општине Сигулда.

## Географија
Сигулда је смештена у средишњем делу Летоније, у историјској покрајини Видземији. Од главног града Риге град је удаљен 55 километара североисточно.
Град Сигулда развио се обали реке Гаује, на приближно 100 метара надморске висине. Око града је равничарско подручје.

## Становништво
Сигулда данас има приближно 17.000 становника и последњих година број становника стагнира.
Матични Летонци чине већину градског становништва Цесиса (86%), док остатак чине Словени, махом Руси (9%).

## Галерија
- Замак Тураида у близини града
- Парк испред дворца

## Партнерски градови
- Houffalize
- Алтеа
- Бад Кецтинг
- Белађо
- Bundoran
- Гранвил
- Холстебро
- Meerssen
- Niederanven
- Превеза
- Sesimbra
- Sherborne
- Karkkila
- Окселесунд
- Јуденбург
- Хојна
- Кесег
- Сушице
- Türi Rural Municipality
- Звољен
- Пријенај
- Marsaskala
- Сирет
- Agros
- Шкофја Лока
- Трјавна
- Кејла
- Чијатура
- Бирштонас